# Amador Romaní i Guerra
Amador Romaní i Guerra (Capellades, 1873-1930) va ser un arqueòleg afeccionat capelladí que exercia en una indústria paperera i és conegut per l'important descobriment de l'Abric Romaní de Capellades (i de l'Estació Agut de la mateixa localitat) que s'ha convertit en una peça clau per entendre el món del Neandertal.

L'any 1899, va participar en una excursió científica organitzada per Antoni Zulueta que es convertí en el primer contacte de Romaní amb l'arqueologia; en aquesta expedició van descobrir una cova a la cinglera del Capelló. El 9 d'agost de 1909, després d'excavar la cinglera (Fossar Vell) com aficionat des del 1905, Amador Romaní amb la companyia del seu fill Conrad descobriren les primeres restes arqueològiques del que actualment coneixem com l'"abric de Romaní": 
| «                                                        | […] gran fou la nostra joia: al arribar a uns 0,50 metres aparegué un sobtat canvi de color de la terra una volta extret un gruix d'ella d'aquella fondària, i entre la grisor d'aquesta nova capa, aparegueren els primers esclats de sílex amb una punta musteriana. […] Vist l'èxit de l'exploració, i satisfets de la troballa, tan important que no puguem jo particularment emprendre tal exploració | » |
| — Extracte literal del quadern de notes d'Amador Romaní. | |   |

Seguidament, i al superar-lo la magnitud de la troballa, va decidir contactar amb el geòleg Norbert Font i Sagué, rebent resposta el 28 de setembre indicant-li que l'Institut d'Estudis Catalans s'encarregaria de les despeses i les tasques d'excavació serien dirigides per Font i Sagué ensems amb el catedràtic Manuel Cazurro. En aquells anys es van trobar diverses restes òssies d'animals i una gran quantitat de peces lítiques. A partir d'aquell moment Romaní excavaria sota la direcció de l'IEC on recollia materials i plantejaria una simple estratigrafia. El juny de 1910, al morir Font ensems amb la pèrdua parcial d'interès de l'IEC per l'excavació, va decidir fer-se càrrec de les despeses d'excavació del jaciment i va buscar d'altres amistats, com el naturalista Faura i Sans, per seguir endavant. Amador Romaní reprendria els contactes amb el substitut de Font, Lluís Marià Vidal poc temps després. Sense el suport institucional de l'IEC ni del cap altre va seguir endavant fins que l'any 1915 va anar a viure amb la seva esposa a Vilanova i la Geltrú.
Durant els anys que van durar les excavacions al Fossar Vell va anar recollint els resultats dels avanços del jaciment i d'altres excavacions menors en un quadern titulat Atles constituït en 459 pàgines amb fotografies, topografies, esquemes, mapes i resums de les incursions.
A Vilanova, Romaní va treballar a la Biblioteca Museu Víctor Balaguer, exercint tasques de catalogació i inventari. No seria fins al seu retorn a Capellades, ja amb un estat de salut molt dèbil, després de la mort bastant seguida de tres dels seus quatre fills, quan reprengué el projecte de l'abric de Romaní i la creació d'un museu arqueològic per a la vila. Tanmateix, cap dels dos projectes els pogué dur a terme, ja que el 2 de desembre de 1930 va finar.
No serà fins a l'any 1956, quan es va reprendre les excavacions del Fossar Vell, ja rebatejat com Abric de Romaní en memòria del seu descobridor, per part d'Eduard Ripoll i el Museu Arqueològic de Barcelona.
El 1923 va fer una donació a l'Arxiu de la Corona d'Aragó de 487 pergamins relatius a les comarques gironines.